# Mount Virginia
Mount Virginia ist ein Berg im Ellsworthgebirge des westantarktischen Ellsworthlands. Er ragt am nördlichen Ende eines Bergkamms in den Pioneer Heights in der Heritage Range auf. An diesem Berg treffen der Splettstoesser-Gletscher von Südwesten und der Schmidt-Gletscher von Südosten aufeinander.
Der United States Geological Survey kartierte ihn im Rahmen der Erfassung des Ellsworthgebirges in den Jahren von 1961 bis 1966 mittels Vermessungen vor Ort und durch Luftaufnahmen der United States Navy. Das Advisory Committee on Antarctic Names benannte ihn 1966 nach der Geographin Virginia S. Taylor, die von 1961 bis 1965 eine Mitarbeiterin des Komitees war.